# Арда Туран
Арда́ Тура́н (тур. Arda Turan, нар. 30 січня 1987, Стамбул) — турецький футболіст, півзахисник та тренер. 1 липня 2025 року став головним тренером донецького «Шахтаря».
У віці 13 років потрапив до юнацької академії «Галатасарая», де тренувався з 2000 по 2005 рік. У сезоні 2004/05 дебютував в основі «Галатасарая» в Кубку Туреччини, але не зразу став основним гравцем, тому в другій половині сезону 2005/06 виступав на правах оренди за «Манісаспор». Повернувшись у «Галатасарай», швидко закріпився в основі, а перед стартом сезону 2009/10 був призначений капітаном команди й отримав футболку з номером 10.
У 2011 році перебрався до Іспанії, підписавши контракт з мадридським «Атлетіко», де відіграв чотири повних сезони (2011—2015), ставши чемпіоном Іспанії 2013/14, а також здобув титули переможця Ліги Європи та Суперкубка УЄФА. У серпні 2015 року перебрався до «Барселони» за рекордні для турецького футболу €34 млн. У каталонській команді за три сезони виграв чемпіонат Іспанії (2015/16), Кубок Іспанії (2015/16, 2016/17) та Суперкубок Іспанії (2016).
У січні 2018 року перейшов у «Істанбул Башакшехір» на правах оренди, де провів півтора сезони і допоміг команді виграти Чемпіонат Туреччини 2019/20. Після цього у серпні 2020 року повернувся до «Галатасарая» на дворічний контракт і став капітаном команди. У вересні 2022 року оголосив про завершення ігрової кар'єри.
За національну збірну Туреччини дебютував 2006 року. У складі цієї команди він узяв участь в Євро-2008, де Туреччина дійшла до півфіналу. Загалом провів за збірну 100 матчів і забив 17 голів.
14 квітня 2023 року став головним тренером «Еюпспора», уклавши на контракт до червня 2025 року. У квітні 2024 року вивів команду до Суперліги Туреччини вперше в історії клубу.

## Клубна кар'єра

### «Галатасарай»
Вихованець футбольної школи клубу «Галатасарай». Після успішних виступів за молодіжну команду, Туран дебютував за основний склад «Галатасарая» 22 січня 2005 року в поєдинку Кубка Туреччини проти «Бурсаспора» (0:0), вийшовши на заміну на 62-й хвилині. Свою першу появу в Суперлізі Туран здійснив 28 травня 2005 року в грі проти «Денізліспора», вийшовши на заміну на 75-й хвилині. Загалом у сезоні 2004/05 він провів лише дві гри. Через це на сезон 2005/06 його було відправлено в короткострокову оренду до «Манісаспора», де він показав яскраву гру й швидко привернув увагу фахівців. За «Маніяспор» у другій половині сезону він провів 15 матчів Суперліги й забив 2 голи, в тому числі свій перший гол на професійному рівні 26 січня 2006 року у переможному матчі проти «Анкарагюджю» (2:0).

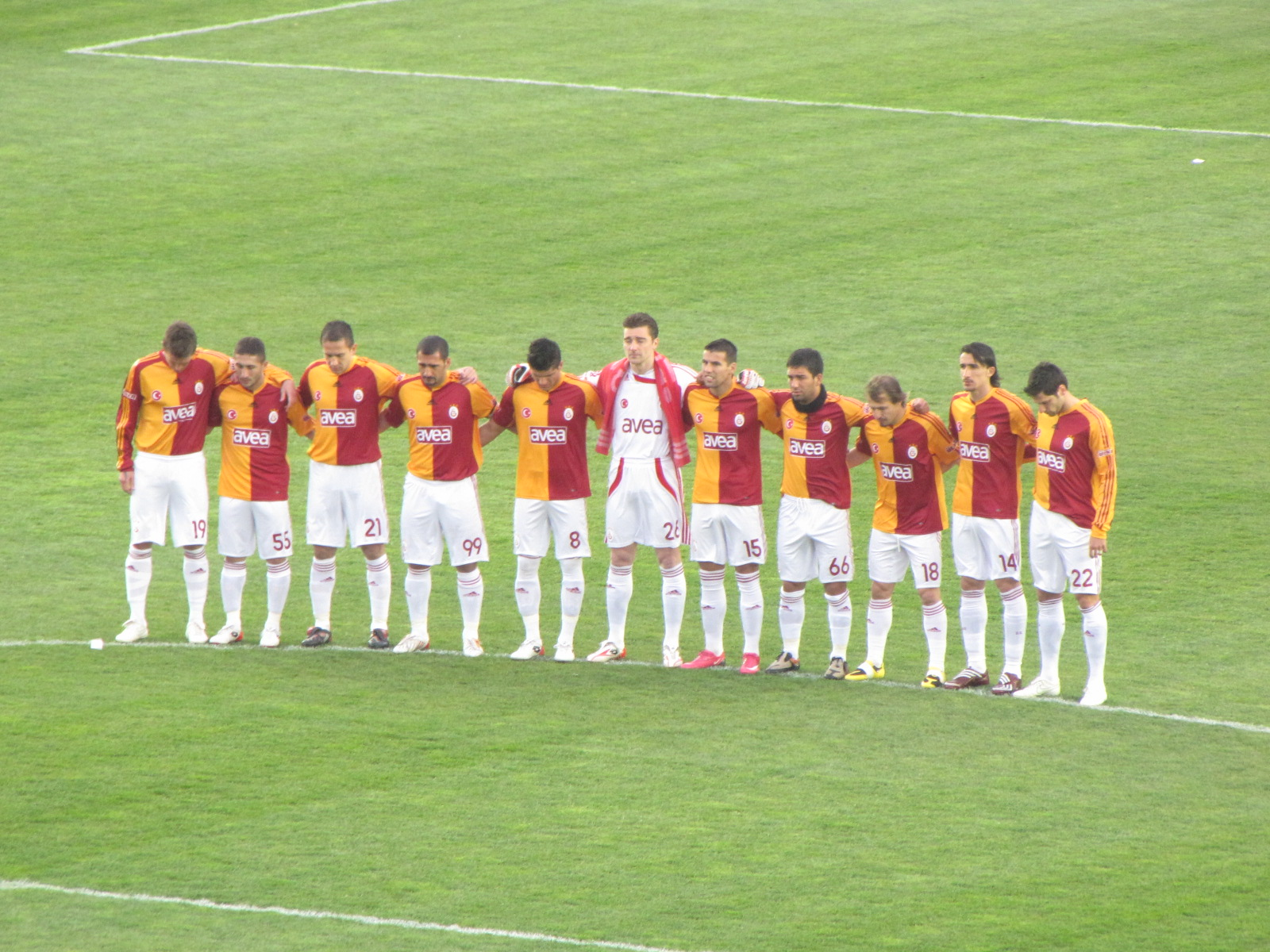
Туран зі своїми товаришами по «Галатасараю» перед дербі проти «Фенербахче» в сезоні 2008/09.

Повернувшись до «Галатасарая» влітку 2006 року, Туран став гравцем основного складу. У період із 2006 по 2011 роки Арда став одним із найважливіших півзахисників клубу. Його технічні навички, бачення поля, здатність грати на обох флангах і забивати вирішальні м'ячі зробили його лідером команди. У сезоні 2007/08 Туран забив 7 голів у чемпіонаті та відзначився кількома результативними передачами, допомігши «Галатасараю» здобути титул чемпіона Туреччини.
У 2009 році Арда став капітаном клубу, незважаючи на свій молодий вік у 22 роки, а також узяв 10 номер. Це свідчило про його авторитет серед партнерів і тренерського штабу. Арда Туран регулярно виступав за «Галатасарай» у єврокубках, зокрема в Кубку УЄФА та Лізі Європи, а також двічі поспіль брав участь у груповому етапі Ліги чемпіонів УЄФА (2008/09, 2009/10). Його найпам'ятнішими моментами стали забиті м'ячі у ворота «Олімпіакоса» і «Гамбурга».
За п'ять сезонів у 2006—2011 роках Туран у всіх турнірах провів 197 матчів і забив 45 голів, включно з 130 матчами та 29 голами у чемпіонаті Туреччини

### «Атлетіко»

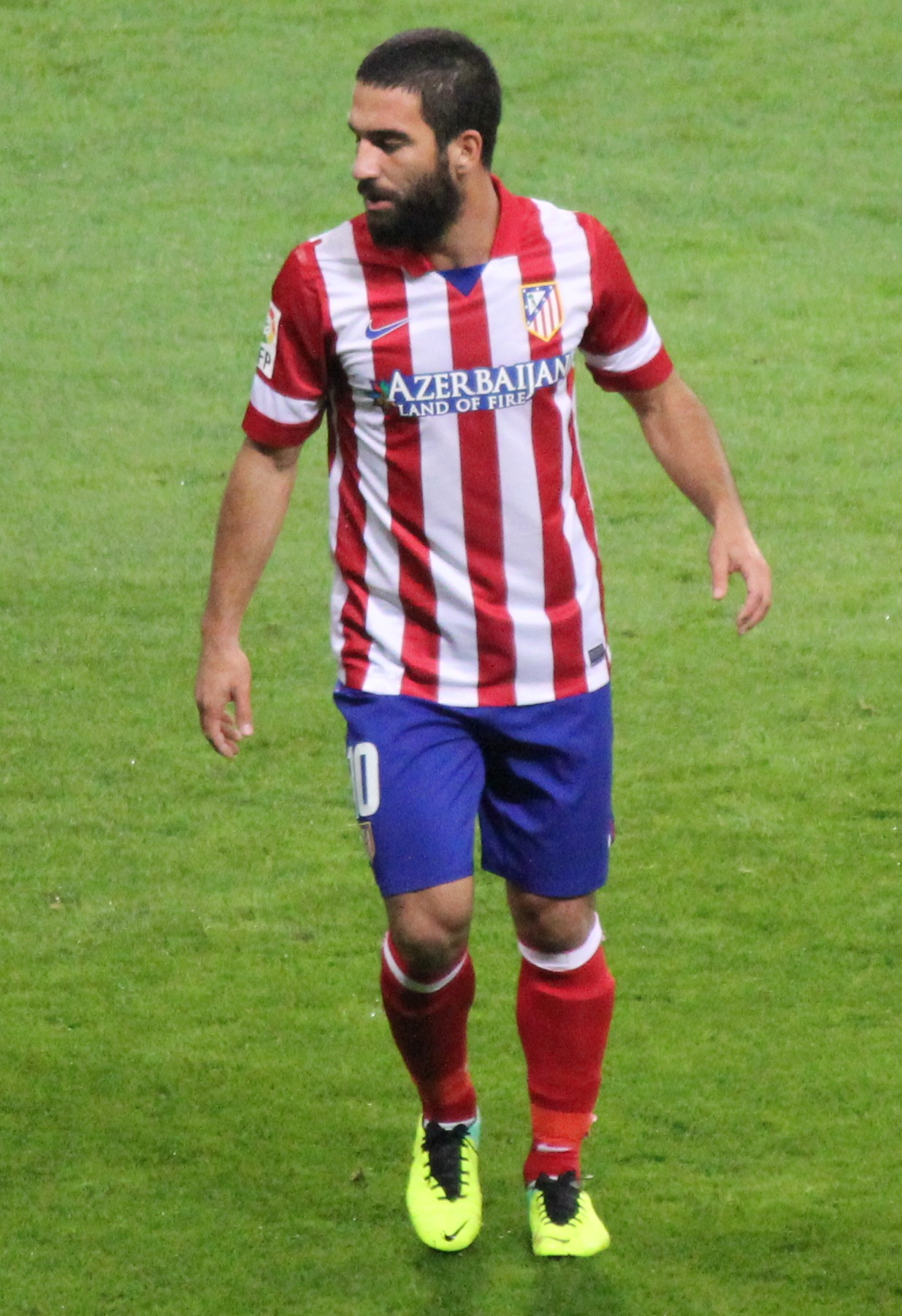
Арда Туран під час виступів за «Атлетіко». 2013 рік.

#### 2011/12
До складу клубу «Атлетіко» приєднався 9 серпня 2011 року, ставши найдорожчим турецьким футболістом в історії, оскільки за його перехід мадридський клуб сплатив 12 мільйонів євро. Турок одразу ж потрапив до основного складу, граючи на лівому фланзі атаки в схемі 4–4–2 під проводом Дієго Сімеоне і створив одну з найнебезпечніших флангових зв'язок чемпіонату із бразильцем Філіпе Луїсом.
Туран дебютував у «Атлетіко» 22 вересня 2011 року, вийшовши на заміну в матчі Ла Ліги проти «Реал Сосьєдада». У дебютному сезоні він зіграв 33 поєдинки в чемпіонаті, забив 3 голи і поступово заслуживши довіру Дієго Сімеоне у стартовому складі. Головним досягненням сезону стало завоювання Ліги Європи УЄФА 2011/12, в якій Туран зіграв у тому числі в фіналі проти «Атлетіка» (3:0).

#### 2012/13
Перед початком сезону Арда отримав номер 10. Уже в першому турі він відзначився чудовим дальнім ударом у ворота «Леванте» (1:1). У серпні 2012 року Туран допоміг команді здобути Суперкубок УЄФА, віддавши асист на Радамеля Фалькао в переможному поєдинку проти «Челсі» (4:1). У Ла Лізі він зіграв 32 матчі і забив 5 голів, ставши невід'ємною частиною середньої лінії команди. Також турок зіграв у фіналі Кубка Іспанії 2013 року проти «Реала» (2:1) на «Бернабеу», вигравши трофей.

#### 2013/14
Наступний сезон Турана в «Атлетіко» став найуспішнішим. Турок у Ла Лізі провів 30 матчів і забив 3 голи, а «матрацники» здобули історичний титул чемпіонів Іспанії після 18 років очікувань. 30 квітня 2014 року відзначився голом у півфіналі Ліги чемпіонів проти «Челсі» (3:1), вивівши «Атлетіко» до фіналу Ліги чемпіонів вперше з 1974 року. Там «Атлетіко» поступився «Реалу» (1:4) на «Да Луж», в тому числі і через відсутність Турана на полі, який відновлювався від травми.

#### 2014/15
У фінальному сезоні за «Атлетіко» Туран провів 32 гри в Ла Лізі і забив 2 голи. Хоч його результативність трохи впала, він усе ще залишався важливим гравцем ротації Сімеоне, допомагаючи клубу фінішувати на третьому місці в чемпіонаті й дійти до чвертьфіналу Ліги чемпіонів. Крім того 13 вересня 2014 року забив вирішальний м'яч у дербі проти «Реала» (2:1), після чого Дієго Сімеоне відзначив його вплив на гру команди. Після чотирьох років успішних виступів у Мадриді Арда оновив рекорд трансферної вартості турецьких футболістів — 6 липня 2015 року про його перехід до її лав оголосила «Барселона», якій він обійшовся вже в 34 мільйони євро.
За цей час він зіграв 178 матчів у всіх турнірах, забив 22 голи та віддав 32 результативні передачі.

### «Барселона»

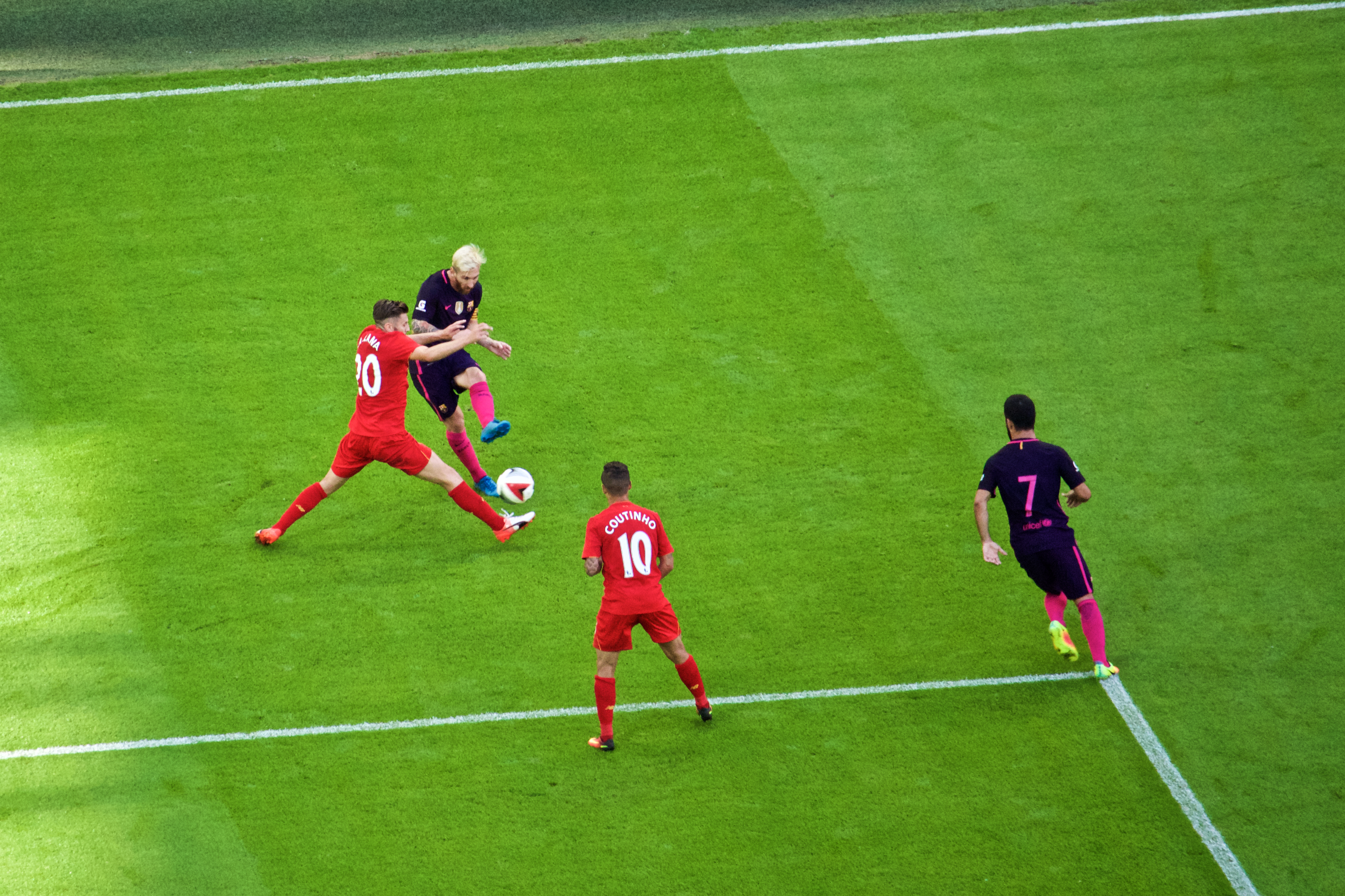
Арда Туран (праворуч) і Ліонель Мессі у складі «Барселони» у Лізі чемпіонів 2016/17.

6 липня 2015 року Арда Туран приєднався до «Барселони» за 34 млн € плюс до 7 млн € бонусів, підписавши контракт на п'ять сезонів, але міг дебютувати лише з січня 2016 року через трансферний бан клубу. Напередодні дебюту Арда отримав футболку з номером 7, яка раніше належала Луїсу Суаресу.
Дебютував 6 січня 2016 року, вийшовши у стартовому складі в дербі проти «Еспаньйола» в 1/16 фіналу Кубка Іспанії (4:1), а перший матч у Ла-Лізі зіграв 9 січня в поєдинку 17-го туру проти «Гранади» (4:0), де віддав першу гольову передачу на Ліонеля Мессі.
17 серпня 2016 року Туран оформив дубль у другому матчі за Суперкубок Іспанії проти «Севільї» (3:0), що дозволило «Барселоні» здобути титул з загальним рахунком 5:0.
7 грудня 2016 року в матчі групового етапу проти «Боруссії» (Менхенгладбах) він забив хет-трік, ставши лише шостим гравцем «Барси», який зробив це в ЛЧ (після Мессі, Роналдінью, Рівалдо, Ето'о та Неймара).
Взимку 2018 року, не зігравши жодного матчу в сезоні 2017/18, Арда був відданий в оренду до турецького «Істанбул Башакшехіра» на півтора роки, фактично завершивши виступи за «Барселону». 21 січня 2018 року Туран дебютував у Суперлізі за «Башакшехір», вийшовши на заміну на 65-й хвилині в матчі проти «Бурсаспора» (3:0). Уже в дебютному матчі він відзначився третім голом у виїзній перемозі.
В січні 2020 року «Істанбул Башакшехір» і Арда Туран розірвали співпрацю за взаємною згодою, зігравши загалом 42 матчі та забивши 2 голи в усіх турнірах за «Істанбул», і він повернувся до «Барселони», за яку вже не зіграв переїзду до «Галатасараю» влітку 2020 року.

### «Галатасарай»
5 серпня 2020 року повернувся до складу рідного «Галатасарая», погодившись на значне зменшення заробітної плати після п'яти сезонів у «Барселоні» — за повідомленнями іспанських медіа, Туран погодився на контракт із річною зарплатою близько €466 тис., що на 87 % менше, ніж він отримував у Іспанії.
Дебютна гра відбулася 12 вересня 2020 року проти «Газіантепа» (3:1) в Суперлізі Туреччини, де Туран вийшов у стартовому складі й провів 90 хвилин. У сезоні 2020/21 він став капітаном команди через тривалу відсутність основного воротаря Фернандо Муслери та взяв участь у 34 матчах усіх турнірів, забивши 4 голи. 8 травня 2021 року Туран забив свій останній гол за «Галатасарай» в дербі проти «Бешикташа» (3:1), вийшовши на заміну, але вже у наступному сезоні 2021/22 Туран вийшов на поле лише 12 разів (7 ігор у чемпіонаті та 5 — у єврокубках) і жодного разу не відзначився голом.
Після закінчення контракту влітку 2022 року Арда Туран оголосив про завершення професійної кар'єри. Усього за два роки у «Галатасараї» він провів 46 матчів та відзначився 4 голами.

## Виступи за збірні

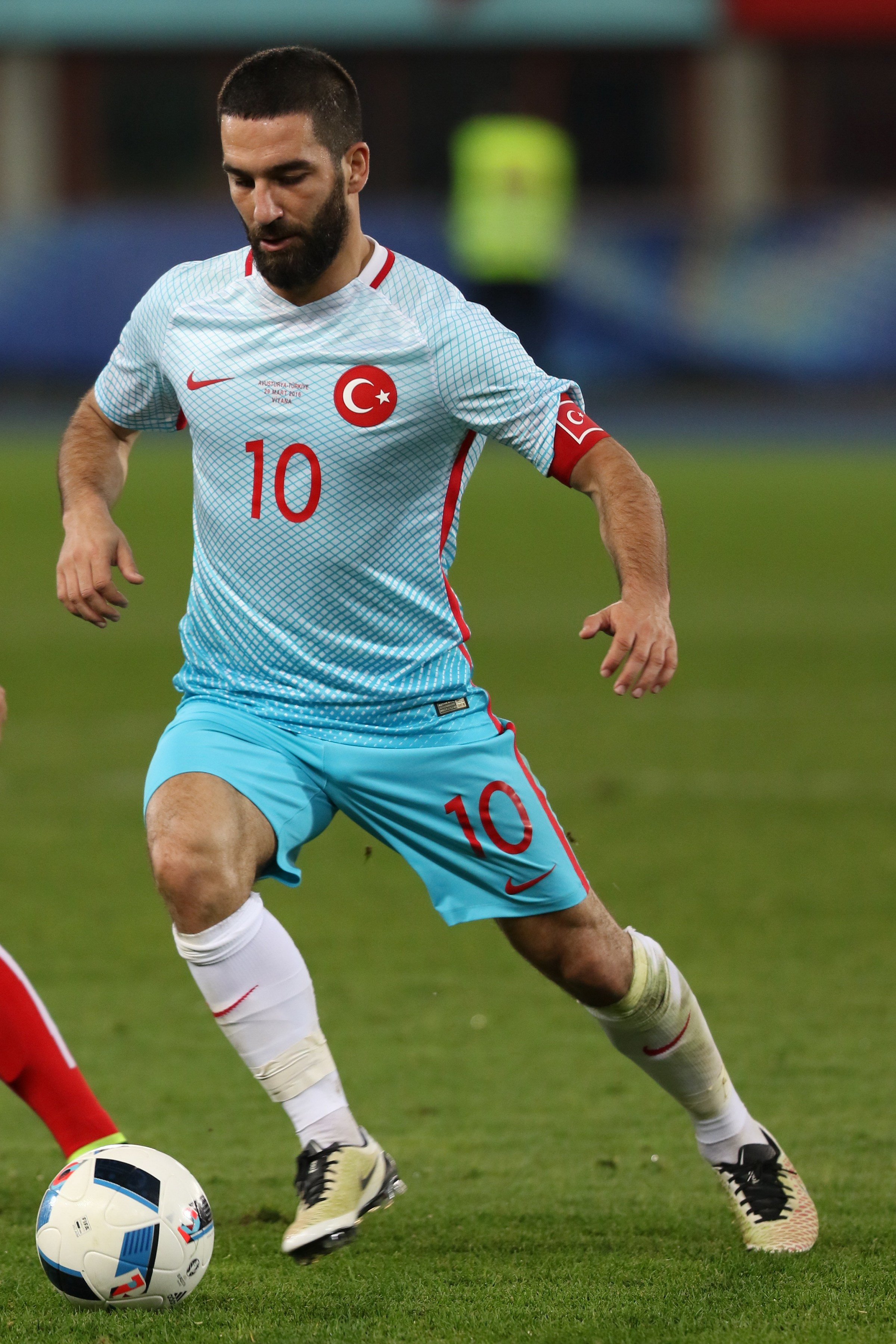
Арда Туран у складі збірної Туреччини. 2016 рік.

Протягом 2005—2006 років залучався до складу молодіжної збірної Туреччини. На молодіжному рівні зіграв у 8 офіційних матчах, забив 5 голів.
16 серпня 2006 року дебютував в офіційних іграх у складі національної збірної Туреччини в товариському матчі проти Люксембургу (0:1), а перший гол забив 25 травня 2008 року в матчі з Уругваєм, який завершився поразкою турків 2:3.
У складі збірної був учасником чемпіонату Європи 2008 року в Австрії та Швейцарії, де турки дійшли до півфіналу. Арда забив переможний м'яч у ворота Швейцарії (2:1) та другий у матчі проти Чехії (3:2) на груповому етапі, а також реалізував пенальті в серії післяматчевих пострілів проти Хорватії в 1/4 фіналу.
5 вересня 2009 року у поєдинку відбору до ЧС-2010 проти Естонії Туран забив ювілейний 600-й гол збірної Туреччини у міжнародних матчах, але загалом на «мундіаль» туркам вийти не вдалося.
Надалі Туран забив чотири голи за збірну Туреччини під час відбіркового турніру на чемпіонат Європи 2012 року — два Казахстану, один Бельгії та один Австрії, проте команда не змогла пробитися у фінальну стадію Євро-2012 після того, як поступилася збірній Хорватії у плей-оф.
У відборі на Євро-2016 він записав на свій рахунок 3 голи й 4 гольові передачі, взявши участь у дев'яти матчах. За Фатіха Теріма Туран отримав капітанську пов'язку і вийшов у стартовому складі у всіх групових поєдинках, але команда припинила боротьбу на груповій стадії після поразки від Хорватії (0:1) та Іспанії (0:3), та перемозі над Чехією (2:0).
Після інциденту з журналістом у червні 2017 року оголосив про відмову від виступів за збірну, але незабаром під тиском нового тренера Мірчі Луческу повернувся до лав національної команди, провівши вирішальний матч відбору ЧС-2018 проти Ісландії (0:3) 6 жовтня 2017 року, який став його 100-м і останнім виходом у формі Туреччини. Загалом у її складі він забив 17 голів.

## Тренерська кар'єра

### «Еюпспор»

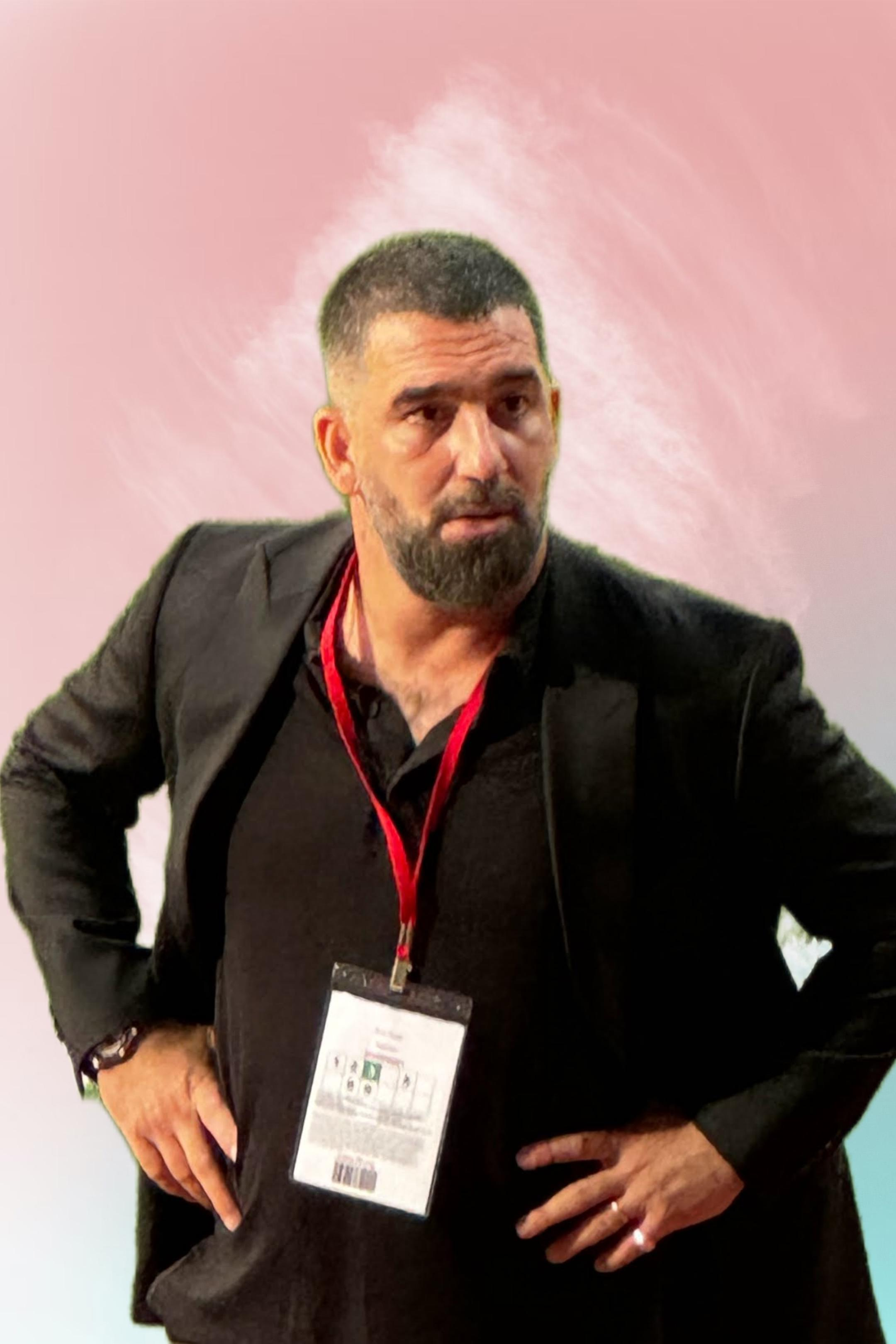
Арда Туран як тренер «Еюпспора», 2024

14 квітня 2023 року Арда Туран підписав з «Еюпспором» контракт на півтора року та був офіційно представлений новим головним тренером клубу Першої ліги. Перший матч під його керівництвом 16 квітня завершився поразкою 0:1 від «Гезтепе», причому команда не завдала жодного удару в площину воріт. Тим не менш вже 7 квітня 2024 року «Ейюпспор» здобув підвищення до Суперліги вперше у своїй історії після перемоги 4:1 над «Алтаєм», а за підсумками сезону 2023/24 команда здобула перше місце після виїзної перемоги 4:0 над «Ерзурумспор» у заключному турі.
У сезоні 2024/25 команда вдало стала виступати в Суперлізі, завершивши чемпіонат у верхній частині таблиці. Після важкої поразки 1:5 від «Галатасарая» в 33-му турі Суперліги, Туран відкрито визнав проблеми в концентрації гравців та назвав виступ команди «недієздатним». У матчі проти «Фенербахче» Арда Туран був вилучений з трибун за емоційну поведінку після інциденту з гравцем суперника, через що пропустив наступний поєдинок.

### «Шахтар» (Донецьк)
У травні 2025 року Арда Туран підписав із донецьким «Шахтарем» контракт на посаду головного тренеру клуба, на цій посаді він замінив боснійця Маріно Пушича.

## Стиль

### Як гравця
Туран вирізнявся технікою володіння м'ячем, дриблінгом та креативним баченням поля. Служив ключовою фігурою в атаці, часто за рахунок контролю та точних передач створював моменти для партнерів.

### Як тренера
Арда Туран запозичив елементи тактичної моделі свого колишнього наставника Дієго Сімеоне, поєднуючи компактну оборону зі швидкими контратаками та високою активністю флангових гравців. Він відомий схильністю до схем із двома опорними півзахисниками та гнучким перемиканням між 4–2–3–1 і 4–1–4–1 залежно від опонента

## Статистика виступів

### Статистика клубних виступів
| Сезон                           | Команда                         | Чемпіонат                       | Чемпіонат | Чемпіонат | Національний кубок | Національний кубок | Національний кубок | Континентальні кубки | Континентальні кубки | Континентальні кубки | Інші змагання | Інші змагання | Інші змагання | Усього | Усього |
| Сезон                           | Команда                         | Ліга                            | Ігор      | Голів     | Ліга               | Ігор               | Голів              | Ліга                 | Ігор                 | Голів                | Ліга          | Ігор          | Голів         | Ігор   | Голів  |
| ------------------------------- | ------------------------------- | ------------------------------- | --------- | --------- | ------------------ | ------------------ | ------------------ | -------------------- | -------------------- | -------------------- | ------------- | ------------- | ------------- | ------ | ------ |
| 2004–05                         | «Галатасарай»                   | СЛ                              | 1         | 0         | КТ                 | 1                  | 0                  | -                    | -                    | -                    | -             | -             | -             | 2      | 0      |
| 2005–06                         | «Манісаспор»                    | СЛ                              | 15        | 2         | КТ                 | 0                  | 0                  | -                    | -                    | -                    | -             | -             | -             | 15     | 2      |
| 2006–07                         | «Галатасарай»                   | СЛ                              | 26        | 5         | КТ                 | 3                  | 1                  | ЛЧ                   | 7                    | 2                    | СКТ           | 0             | 0             | 36     | 8      |
| 2007–08                         | «Галатасарай»                   | СЛ                              | 30        | 7         | КТ                 | 7                  | 0                  | КУЄФА                | 7                    | 1                    | -             | -             | -             | 44     | 8      |
| 2008–09                         | «Галатасарай»                   | СЛ                              | 29        | 8         | КТ                 | 6                  | 2                  | ЛЧ+КУЄФА             | 2+9                  | 0+2                  | СКТ           | 0             | 0             | 46     | 12     |
| 2009–10                         | «Галатасарай»                   | СЛ                              | 29        | 7         | КТ                 | 6                  | 4                  | ЛЄ                   | 12                   | 0                    | -             | -             | -             | 47     | 11     |
| 2010–11                         | «Галатасарай»                   | СЛ                              | 12        | 2         | КТ                 | 3                  | 1                  | ЛЧ                   | 4                    | 3                    | -             | -             | -             | 19     | 6      |
| 2011–12                         | «Атлетіко»                      | ПД                              | 33        | 3         | КІ                 | 0                  | 0                  | ЛЄ                   | 12                   | 2                    | -             | -             | -             | 45     | 5      |
| 2012–13                         | «Атлетіко»                      | ПД                              | 32        | 5         | КІ                 | 7                  | 0                  | ЛЄ                   | 1                    | 0                    | СУ            | 1             | 0             | 41     | 5      |
| 2013–14                         | «Атлетіко»                      | ПД                              | 30        | 3         | КІ                 | 5                  | 2                  | ЛЧ                   | 9                    | 4                    | СІ            | 2             | 0             | 46     | 9      |
| 2014–15                         | «Атлетіко»                      | ПД                              | 32        | 2         | КІ                 | 4                  | 0                  | ЛЧ                   | 10                   | 1                    | СІ            | 0             | 0             | 46     | 3      |
| Усього за «Атлетіко»            | Усього за «Атлетіко»            | Усього за «Атлетіко»            | 127       | 13        |                    | 16                 | 2                  |                      | 32                   | 7                    |               | 3             | 0             | 178    | 22     |
| 2015–16                         | «Барселона»                     | ПД                              | 7         | 0         | КІ                 | 4                  | 0                  | ЛЧ                   | 0                    | 0                    | -             | -             | -             | 11     | 0      |
| 2016–17                         | «Барселона»                     | ПД                              | 18        | 3         | КІ                 | 5                  | 4                  | ЛЧ                   | 5                    | 4                    | СІ            | 2             | 2             | 30     | 13     |
| 2017–січ. 2018                  | «Барселона»                     | ПД                              | 0         | 0         | КІ                 | 0                  | 0                  | ЛЧ                   | 0                    | 0                    | СІ            | 0             | 0             | 0      | 0      |
| 2017–18                         | «Істанбул Башакшехір»           | СЛ                              | 11        | 2         | КТ                 | 0                  | 0                  | -                    | -                    | -                    | -             | -             | -             | 11     | 2      |
| 2018–19                         | «Істанбул Башакшехір»           | СЛ                              | 14        | 0         | КТ                 | 2                  | 0                  | ЛЄ                   | 0                    | 0                    | -             | -             | -             | 1      | 0      |
| 2019–січ. 2020                  | «Істанбул Башакшехір»           | СЛ                              | 9         | 0         | КТ                 | 0                  | 0                  | ЛЧ+ЛЄ                | 1+2                  | 0                    | -             | -             | -             | 12     | 0      |
| Усього за «Істанбул Башакшехір» | Усього за «Істанбул Башакшехір» | Усього за «Істанбул Башакшехір» | 34        | 2         |                    | 2                  | 0                  |                      | 3                    | 0                    |               | -             | -             | 39     | 2      |
| січ.-сер. 2020                  | «Барселона»                     | ПД                              | 0         | 0         | КІ                 | 0                  | 0                  | ЛЧ                   | 0                    | 0                    | СІ            | 0             | 0             | 0      | 0      |
| Усього за «Барселону»           | Усього за «Барселону»           | Усього за «Барселону»           | 36        | 5         |                    | 9                  | 4                  |                      | 8                    | 4                    |               | 2             | 2             | 55     | 15     |
| 2020–21                         | «Галатасарай»                   | СЛ                              | 32        | 4         | КТ                 | 1                  | 0                  | ЛЄ                   | 1                    | 0                    | -             | -             | -             | 34     | 4      |
| 2021–22                         | «Галатасарай»                   | СЛ                              | 7         | 0         | КТ                 | 0                  | 0                  | ЛЧ+ЛЄ                | 2+3                  | 0                    | -             | -             | -             | 12     | 0      |
| Усього за «Галатасарай»         | Усього за «Галатасарай»         | Усього за «Галатасарай»         | 169       | 33        |                    | 27                 | 8                  |                      | 47                   | 8                    |               | 0             | 0             | 243    | 49     |
| Усього за кар'єру               | Усього за кар'єру               | Усього за кар'єру               | 381       | 55        |                    | 54                 | 14                 |                      | 91                   | 19                   |               | 5             | 2             | 534    | 90     |

### Статистика виступів за збірну
| Дата       | Місто              | Господарі            | Результат               | Гості                | Турнір                | Голи | Примітки  |
| ---------- | ------------------ | -------------------- | ----------------------- | -------------------- | --------------------- | ---- | --------- |
| 16-08-2006 | Люксембург         | Люксембург           | 0 – 1                   | Туреччина            | товариський матч      | -    | 77' - 82' |
| 06-09-2006 | Франкфурт-на-Майні | Туреччина            | 2 – 0                   | Мальта               | Відбір до ЧЄ 2008     | -    | 46'       |
| 07-10-2006 | Будапешт           | Угорщина             | 0 – 1                   | Туреччина            | Відбір до ЧЄ 2008     | -    | 90+1'     |
| 11-10-2006 | Франкфурт-на-Майні | Туреччина            | 5 – 0                   | Молдова              | Відбір до ЧЄ 2008     | -    | 72'       |
| 15-11-2006 | Бергамо            | Італія               | 1 – 1                   | Туреччина            | товариський матч      | -    | 84'       |
| 07-02-2007 | Тбілісі            | Грузія               | 1 – 0                   | Туреччина            | товариський матч      | -    | 63'       |
| 02-06-2007 | Сараєво            | Боснія і Герцеговина | 3 – 2                   | Туреччина            | Відбір до ЧЄ 2008     | -    | 62'       |
| 05-06-2007 | Дортмунд           | Туреччина            | 0 – 0                   | Бразилія             | товариський матч      | -    | 46'       |
| 22-08-2007 | Бухарест           | Румунія              | 2 – 0                   | Туреччина            | товариський матч      | -    | 46'       |
| 08-09-2007 | Та-Калі            | Мальта               | 2 – 2                   | Туреччина            | Відбір до ЧЄ 2008     | -    | 30'       |
| 13-10-2007 | Кишинів            | Молдова              | 1 – 1                   | Туреччина            | Відбір до ЧЄ 2008     | -    | 69'       |
| 17-10-2007 | Стамбул            | Туреччина            | 0 – 1                   | Греція               | Відбір до ЧЄ 2008     | -    | 71'       |
| 17-11-2007 | Осло               | Норвегія             | 1 – 2                   | Туреччина            | Відбір до ЧЄ 2008     | -    | 87'       |
| 21-11-2007 | Стамбул            | Туреччина            | 1 – 0                   | Боснія і Герцеговина | Відбір до ЧЄ 2008     | -    | 76'       |
| 06-02-2008 | Стамбул            | Туреччина            | 0 – 0                   | Швеція               | товариський матч      | -    | 46'       |
| 26-03-2008 | Мінськ             | Білорусь             | 2 – 2                   | Туреччина            | товариський матч      | -    | 62' - 68' |
| 20-05-2008 | Білефельд          | Туреччина            | 1 – 0                   | Словаччина           | товариський матч      | -    | 73'       |
| 25-05-2008 | Бохум              | Туреччина            | 2 – 3                   | Уругвай              | товариський матч      | 1    | 60'       |
| 29-05-2008 | Дуйсбург           | Фінляндія            | 0 – 2                   | Туреччина            | товариський матч      | -    | 67'       |
| 11-06-2008 | Базель             | Швейцарія            | 1 – 2                   | Туреччина            | ЧЄ 2008 - 1-й етап    | 1    |           |
| 15-06-2008 | Женева             | Туреччина            | 3 – 2                   | Чехія                | ЧЄ 2008 - 1-й етап    | 1    | 62'       |
| 20-06-2008 | Базель             | Хорватія             | 1 – 1 д.ч. (1 - 3 п.п.) | Туреччина            | ЧЄ 2008 - чвертьфінал | -    | 49'       |
| 06-09-2008 | Єреван             | Вірменія             | 0 – 2                   | Туреччина            | Відбір до ЧС 2010     | -    |           |
| 10-09-2008 | Стамбул            | Туреччина            | 1 – 1                   | Бельгія              | Відбір до ЧС 2010     | -    |           |
| 11-10-2008 | Стамбул            | Туреччина            | 2 – 1                   | Боснія і Герцеговина | Відбір до ЧС 2010     | 1    |           |
| 15-10-2008 | Таллінн            | Естонія              | 0 – 0                   | Туреччина            | Відбір до ЧС 2010     | -    | 84'       |
| 11-02-2009 | Ізмір              | Туреччина            | 1 – 1                   | Кот-д'Івуар          | товариський матч      | -    | 46'       |
| 28-03-2009 | Мадрид             | Іспанія              | 1 – 0                   | Туреччина            | Відбір до ЧС 2010     | -    | 78'       |
| 01-04-2009 | Стамбул            | Туреччина            | 1 – 2                   | Іспанія              | Відбір до ЧС 2010     | -    | 88'       |
| 02-06-2009 | Кайсері            | Туреччина            | 2 – 0                   | Азербайджан          | товариський матч      | -    | 46'       |
| 05-06-2009 | Ліон               | Франція              | 1 – 0                   | Туреччина            | товариський матч      | -    | 77'       |
| 12-08-2009 | Київ               | Україна              | 0 – 3                   | Туреччина            | товариський матч      | -    | 86'       |
| 05-09-2009 | Кайсері            | Туреччина            | 4 – 2                   | Естонія              | Відбір до ЧС 2010     | 1    |           |
| 09-09-2009 | Зениця             | Боснія і Герцеговина | 1 – 1                   | Туреччина            | Відбір до ЧС 2010     | -    | 44'       |
| 14-10-2009 | Бурса (місто)      | Туреччина            | 2 – 0                   | Вірменія             | Відбір до ЧС 2010     | -    |           |
| 03-03-2010 | Стамбул            | Туреччина            | 2 – 0                   | Гондурас             | товариський матч      | -    | 62'       |
| 22-05-2010 | Гаррісон           | Туреччина            | 2 – 1                   | Чехія                | товариський матч      | 1    | 87'       |
| 26-05-2010 | Нью-Брітен         | Північна Ірландія    | 0 – 2                   | Туреччина            | товариський матч      | -    | 66'       |
| 29-05-2010 | Філадельфія        | США                  | 2 – 1                   | Туреччина            | товариський матч      | 1    |           |
| 11-08-2010 | Стамбул            | Туреччина            | 2 – 0                   | Румунія              | товариський матч      | 1    | 89'       |
| 03-09-2010 | Астана             | Казахстан            | 0 – 3                   | Туреччина            | Відбір до ЧЄ 2012     | 1    |           |
| 07-09-2010 | Стамбул            | Туреччина            | 3 – 2                   | Бельгія              | Відбір до ЧЄ 2012     | 1    |           |
| 29-03-2011 | Стамбул            | Туреччина            | 2 – 0                   | Австрія              | Відбір до ЧЄ 2012     | 1    | 89'       |
| 03-06-2011 | Брюссель           | Бельгія              | 1 – 1                   | Туреччина            | Відбір до ЧЄ 2012     | -    | 85'       |
| 10-08-2011 | Стамбул            | Туреччина            | 3 – 0                   | Естонія              | товариський матч      | -    | 46'       |
| 02-09-2011 | Стамбул            | Туреччина            | 2 – 1                   | Казахстан            | Відбір до ЧЄ 2012     | 1    | 79'       |
| 06-09-2011 | Відень             | Австрія              | 0 – 0                   | Туреччина            | Відбір до ЧЄ 2012     | -    |           |
| 07-10-2011 | Стамбул            | Туреччина            | 1 – 3                   | Німеччина            | Відбір до ЧЄ 2012     | -    | 70'       |
| 11-10-2011 | Стамбул            | Туреччина            | 1 – 0                   | Азербайджан          | Відбір до ЧЄ 2012     | -    |           |
| 11-11-2011 | Стамбул            | Туреччина            | 0 – 3                   | Хорватія             | Відбір до ЧЄ 2012     | -    | 87'       |
| 29-02-2012 | Бурса              | Туреччина            | 1 – 2                   | Словаччина           | товариський матч      | -    | 76'       |
| 24-03-2012 | Зальцбург          | Грузія               | 1 – 3                   | Туреччина            | товариський матч      | -    | 57'       |
| 26-05-2012 | Вальс-Зіценгайм    | Фінляндія            | 3 – 2                   | Туреччина            | товариський матч      | -    | 86'       |
| 29-05-2012 | Вальс-Зіценгайм    | Болгарія             | 0 – 2                   | Туреччина            | товариський матч      | -    |           |
| 02-06-2012 | Лісабон            | Португалія           | 1 – 3                   | Туреччина            | товариський матч      | -    | 78' - 81' |
| 05-06-2012 | Інгольштадт        | Туреччина            | 2 – 0                   | Україна              | товариський матч      | -    | 66'       |
| 15-08-2012 | Відень             | Австрія              | 2 – 0                   | Туреччина            | товариський матч      | -    | 46'       |
| 07-09-2012 | Амстердам          | Нідерланди           | 2 – 0                   | Туреччина            | Відбір до ЧС 2014     | -    |           |
| 11-09-2012 | Стамбул            | Туреччина            | 3 – 0                   | Естонія              | Відбір до ЧС 2014     | -    |           |
| 12-10-2012 | Стамбул            | Туреччина            | 0 – 1                   | Румунія              | Відбір до ЧС 2014     | -    |           |
| 14-11-2012 | Стамбул            | Туреччина            | 1 – 1                   | Данія                | товариський матч      | -    | 78'       |
| 06-02-2013 | Маніса             | Туреччина            | 0 – 2                   | Чехія                | товариський матч      | -    |           |
| 22-03-2013 | Андорра-ла-Велья   | Андорра              | 0 – 2                   | Туреччина            | Відбір до ЧС 2014     | -    |           |
| 26-03-2013 | Стамбул            | Туреччина            | 1 – 1                   | Угорщина             | Відбір до ЧС 2014     | -    |           |
| 14-08-2013 | Стамбул            | Туреччина            | 2 – 2                   | Гана                 | товариський матч      | -    | 86'       |
| 06-09-2013 | Кайсері            | Туреччина            | 5 – 0                   | Андорра              | Відбір до ЧС 2014     | 1    |           |
| 10-09-2013 | Бухарест           | Румунія              | 0 – 2                   | Туреччина            | Відбір до ЧС 2014     | -    | 70'       |
| 11-10-2013 | Таллінн            | Естонія              | 0 – 2                   | Туреччина            | Відбір до ЧС 2014     | -    | 87'       |
| 15-10-2013 | Стамбул            | Туреччина            | 0 – 2                   | Нідерланди           | Відбір до ЧС 2014     | -    |           |
| 15-11-2013 | Адана              | Туреччина            | 2 – 1                   | Північна Ірландія    | товариський матч      | -    | 89'       |
| 19-11-2013 | Мерсін             | Туреччина            | 2 – 1                   | Білорусь             | товариський матч      | -    |           |
| 05-03-2014 | Стамбул            | Туреччина            | 2 – 1                   | Швеція               | товариський матч      | -    | 90+1'     |
| 03-09-2014 | Оденсе             | Данія                | 1 – 2                   | Туреччина            | товариський матч      | -    | 68'       |
| 09-09-2014 | Рейк'явік          | Ісландія             | 3 – 0                   | Туреччина            | Відбір до ЧЄ 2016     | -    | 60'       |
| 10-10-2014 | Стамбул            | Туреччина            | 1 – 2                   | Чехія                | Відбір до ЧЄ 2016     | -    |           |
| 13-10-2014 | Рига               | Латвія               | 1 – 1                   | Туреччина            | Відбір до ЧЄ 2016     | -    | 52'       |
| 12-11-2014 | Стамбул            | Туреччина            | 0 – 4                   | Бразилія             | товариський матч      | -    |           |
| 16-11-2014 | Стамбул            | Туреччина            | 3 – 1                   | Казахстан            | Відбір до ЧЄ 2016     | -    | 90'       |
| 31-03-2015 | Люксембург         | Люксембург           | 1 – 2                   | Туреччина            | товариський матч      | -    | 69' - 89' |
| 08-06-2015 | Стамбул            | Туреччина            | 4 – 0                   | Болгарія             | товариський матч      | -    | 68'       |
| 12-06-2015 | Алмати             | Казахстан            | 0 – 1                   | Туреччина            | Відбір до ЧЄ 2016     | 1    |           |
| 03-09-2015 | Конья              | Туреччина            | 1 – 1                   | Латвія               | Відбір до ЧЄ 2016     | -    |           |
| 06-09-2015 | Конья              | Туреччина            | 3 – 0                   | Нідерланди           | Відбір до ЧЄ 2016     | 1    | 24' - 57' |
| 10-10-2015 | Прага              | Чехія                | 0 – 2                   | Туреччина            | QEuro                 | -    | 85'       |
| 13-10-2015 | Конья              | Туреччина            | 1 – 0                   | Ісландія             | QEuro                 | -    |           |
| 13-11-2015 | Доха               | Катар                | 1 – 2                   | Туреччина            | Amichevole            | 1    |           |
| 17-11-2015 | Стамбул            | Туреччина            | 0 – 0                   | Греція               | Amichevole            | -    |           |
| 24-3-2016  | Анталія            | Туреччина            | 2 – 1                   | Швеція               | Amichevole            | -    |           |
| 29-3-2016  | Відень             | Австрія              | 1 – 2                   | Туреччина            | Amichevole            | 1    |           |
| 29-5-2016  | Анкара             | Туреччина            | 1 – 0                   | Чорногорія           | Amichevole            | -    |           |
| 5-6-2016   | Любляна            | Словенія             | 0 – 1                   | Туреччина            | Amichevole            | -    |           |
| 12-6-2016  | Париж              | Туреччина            | 0 – 1                   | Хорватія             | Euro                  | -    | 65'       |
| 17-6-2016  | Ніцца              | Іспанія              | 3 – 0                   | Туреччина            | Euro                  | -    |           |
| 21-6-2016  | Ланс               | Чехія                | 0 – 2                   | Туреччина            | Euro                  | -    |           |
| 12-11-2016 | Стамбул            | Туреччина            | 2 – 0                   | Косово               | QMondiali             | -    |           |
| 24-3-2017  | Анталія            | Туреччина            | 2 – 0                   | Фінляндія            | QMondiali             | -    |           |
| 5-6-2017   | Скоп'є             | Македонія            | 0 – 0                   | Туреччина            | Amichevole            | -    | 62'       |
| 2-9-2017   | Київ               | Україна              | 2 – 0                   | Туреччина            | QMondiali             | -    | 68'       |
| 5-9-2017   | Ескішехір          | Туреччина            | 1 – 0                   | Хорватія             | QMondiali             | -    | 70'       |
| 6-10-2017  | Ескішехір          | Туреччина            | 0 – 3                   | Ісландія             | QMondiali             | -    | 45' 60'   |
| Усього     |                    | Матчів (5 місце)     | 100                     |                      | Голів (10 місце)      | 17   |           |

## Досягнення
«Галатасарай»
- Чемпіон Туреччини: 2007/08
- Володар кубка Туреччини: 2004/05

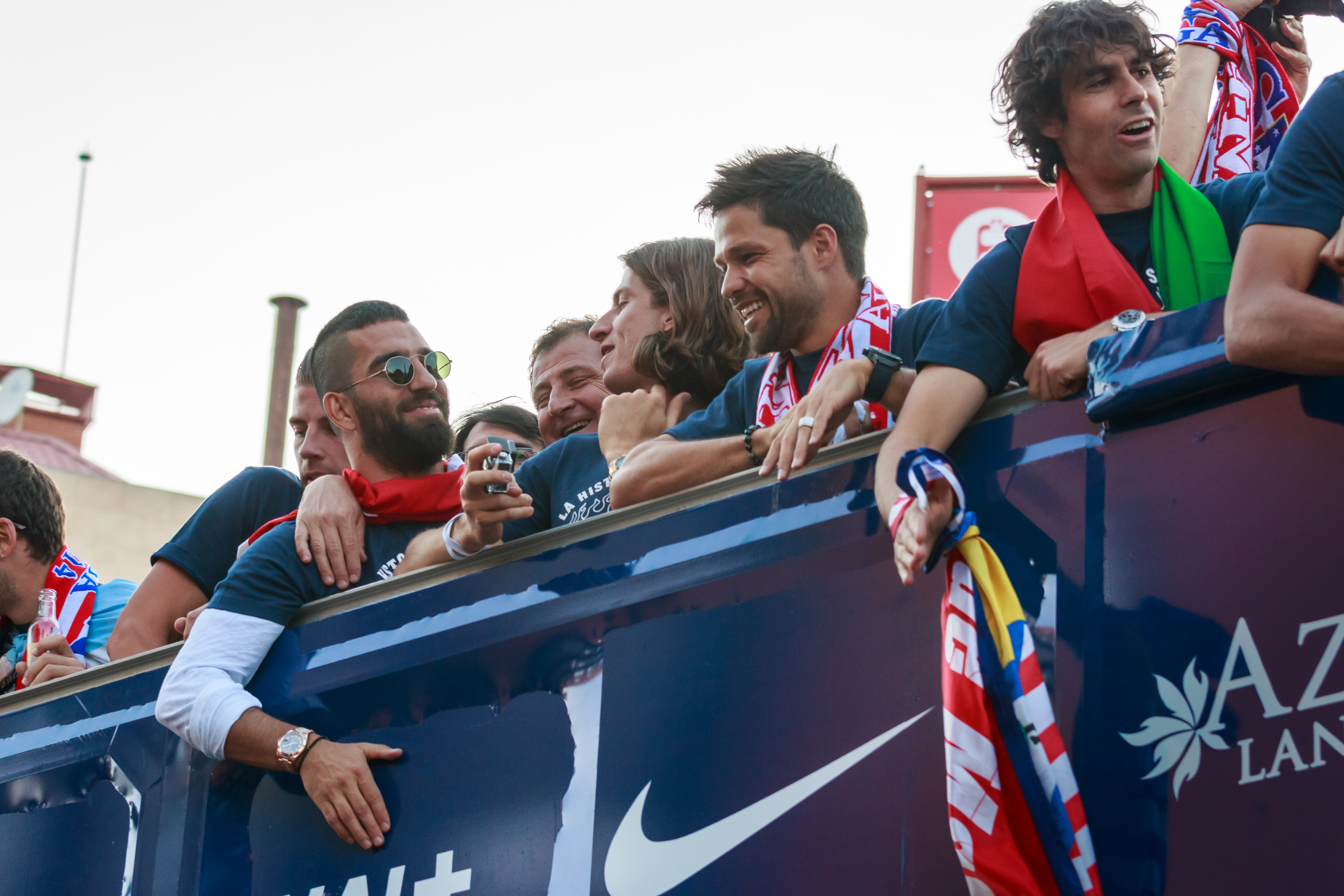
Арда Туран (в окулярах) з партнерами по «Атлетіко» святкує перемогу у чемпіонат Іспанії 2013/14.

- Володар Суперкубка Туреччини: 2008

«Атлетіко Мадрид»
- Чемпіон Іспанії: 2013/14
- Володар кубка Іспанії: 2012/13
- Володар Суперкубка Іспанії: 2014
- Володар Ліги Європи УЄФА: 2011/12
- Володар Суперкубка УЄФА: 2012

Барселона
- Чемпіон Іспанії: 2015/16
- Володар кубка Іспанії: 2015/16, 2016/17
- Володар Суперкубка Іспанії: 2016

## Скандали
У березні 2013 року під час матчу Кубка Іспанії кинув бутсу в лінійного арбітра
4 травня 2018 року в поєдинку проти «Сівасспора» Туран був вилучений за штовхання лінійного арбітра, що призвело до спочатку рекордної 16-матчевої дискваліфікації, а згодом скороченої до 10 ігор.
У 2018 році під час сварки з турецьким співаком Беркей Шахіном Туран вистрелив із пістолета в підлогу, за що в 2019 році отримав умовний строк двох років і восьми місяців за стрілянину з метою викликати страх і паніку, незаконне зберігання зброї та навмисне заподіяння тілесних ушкоджень (умова — відсутність нових правопорушень протягом п'яти років).

## Особисте життя
Має албанське походження через матір.
11 березня 2018 року одружився з акторкою Асліхан Доган. Президент Туреччини Реджеп Тайїп Ердоган був свідком на весіллі. Родина має двох синів — Хамза Арда (нар. жовтень 2018) та Асіл Аслян (нар. червень 2020).